# Horst Sund
Horst Sund (* 16. Oktober 1926 in Hamburg; † 9. August 2021) war ein deutscher Chemiker und Biochemiker. Er war Rektor der Universität Konstanz von 1976 bis 1991.

## Leben
Horst Sund studierte an der Albert-Ludwigs-Universität Freiburg und wurde dort 1957 mit einer Arbeit über die Konstitution der Coenzym-Substrat-Verbindungen promoviert. 1964 habilitierte er sich mit einer Schrift über Glutaminsäurehydrogenese.
Er wurde 1967 auf einen Lehrstuhl im Fachbereich Biologie der Universität Konstanz berufen, den er bis zu seiner Emeritierung innehatte. Zwischen 1976 und 1991 war er Rektor der Universität Konstanz, zudem mehrfach Prorektor sowie Dekan der Fakultät Biologie. 1990 war er Initiator einer Kooperation der Universität Konstanz und der Nationalen Wirtschaftsuniversität Kiew. In seiner Funktion als Rektor war er unter anderem von 1979 bis 1986 Mitglied des Senats der Westdeutschen Rektorenkonferenz und von 1980 bis 1984 Vorsitzender der Landesrektorenkonferenz Baden-Württemberg.

## Wirken
Sund war von 1988 an Vorstandsmitglied des Deutschen Akademischen Austauschdienstes (DAAD). Er war Vorsitzender der Landesrektorenkonferenz Baden-Württemberg (1980–1984) sowie Mitglied u. a. des Senats der Westdeutschen Rektorenkonferenz (1979–1986), der Kommission zur Untersuchung der Auswirkungen des Hochschulrahmengesetzes (1983/1984) und des Strukturausschusses des Wissenschaftsrates zur Erarbeitung von Stellungnahmen zur Hochschulentwicklung in den neuen Bundesländern (1990–1993). Er gehörte der externen Expertenkommission an, die 1991 bis 1994 die Universität Augsburg evaluiert hat, von 1998 bis 2005 war er Mitglied des Hochschulrats der Universität Augsburg. Er ist zudem seit 2004 Vorsitzender des „Vereins der Ehemaligen der Universität Konstanz“ (VEUK e. V.)
Horst Sund war von 1984 bis 2009 Vorsitzender und anschließend Ehrenvorsitzender der Baden-Württembergischen China-Gesellschaft. Von 1995 bis 2010 war er Beauftragter des Auswärtigen Amtes und des Deutschen Akademischen Austauschdienstes für die Errichtung des Chinesisch-Deutschen Hochschulkollegs an der Tongji-Universität in Shanghai. Ab 2010 war er deren Ehrendirektor. Er wurde zudem 1999 zum Mitglied des Akademischen Komitees des Nanjing-Institutes für Geographie und Limnologie der Chinesischen Akademie der Wissenschaften ernannt sowie als Mitglied des Ausschusses für die Gründung der deutschsprachigen Stiftungsuniversität in Istanbul berufen.

## Ehrungen und Auszeichnungen
- 1986: Verdienstkreuz 1. Klasse des Verdienstordens der Bundesrepublik Deutschland
- 1990: Großkreuz des portugiesischen Verdienstordens
- 1991: Großes Verdienstkreuz des Verdienstordens der Bundesrepublik Deutschland
- 1997: Ehrenprofessor der Tongji-Universität Shanghai
- 1998: Magnolie-Preis der Stadt Shanghai
- 1999: Ehrendoktorwürde der Universität Alexandru Ioan Cuza Iași in Iași, Rumänien
- 1999: Freundschaftspreis des Staatsrates, Shanghai
- 2018: Staufermedaille in Gold
- Ehrenvorsitzender der Baden-Württembergischen China-Gesellschaft
- Ehrenprofessor der Jiaotong-Universität Shanghai
- Ehrendirektor des Chinesisch-Deutschen Hochschulkollegs
- Ehrenprofessor der Fudan-Universität Shanghai
- „Ehrenbürger“ der Universität Konstanz
- Ehrenring der Stadt Konstanz
- Ehrenmitglied des Bodenseerates